# Walter Renschler

Walter Renschler (1985)

Walter Emil Renschler (* 20. April 1932 in Zürich; † 17. Juli 2006 in Zollikon) war ein Schweizer Gewerkschafter und Politiker (SP).

## Leben
Walter Renschler kam 1932 als Sohn eines Fabrikarbeiters zur Welt. Er studierte Nationalökonomie an den  Universitäten Zürich und London und promovierte. Er war hauptberuflich als Journalist tätig. Anfangs sechziger Jahre war er Redaktor von «Mondo – schweizerische Zeitschrift für Entwicklungsfragen» sowie der «TCS-Revue». Von 1968 bis 2001 war er Vizepräsident der Entwicklungshilfeorganisation Helvetas.
Renschler wurde 1967 als zweitjüngstes Mitglied (nach Jean Ziegler)  in den Nationalrat gewählt, dem er bis zu seiner Abwahl 1987 angehörte. Er war als Politiker mit den Schwerpunkten Entwicklungs- und Aussenpolitik wesentlicher Wegbereiter des Entwicklungshilfegesetzes von 1976. Von 1974 bis 1994 war er geschäftsleitender Sekretär des Verbands des Personals der öffentlichen Dienste (VPOD), von 1990 bis 1994 Präsident des Schweizerischen Gewerkschaftsbundes (SGB). Seine Aktivitäten in der Aussenpolitik trugen massgeblich dazu bei, dass sich die Schweiz gegenüber der Europäischen Union öffnete. Hierzu trug auch sein Engagement als Zentralpräsident der Europa-Union Schweiz in den Jahren 1968 bis 1972 und sein Wirken im Europarat 1970 bis 1977 bei. Gemeinsam mit seinen Kollegen Andreas Gerwig, Lilian Uchtenhagen und Helmut Hubacher gab er in den 1970/1980er Jahren die politische Richtung in der Sozialdemokratie vor, was ihnen die Bezeichnung «Viererbande» einbrachte.
Sein Nachlass befindet sich im Schweizerischen Sozialarchiv.